# マイケル・ベイ
マイケル・ベイ（Michael Bay、1965年2月17日 - ）はアメリカ合衆国カリフォルニア州ロサンゼルス出身の映画監督、映画プロデューサー。
ミュージックビデオやCMの演出・監督としてキャリアをスタートし、カンヌ広告フェスティバル金獅子賞など数々の賞を受賞した後に映画監督となる。
アメリカ合衆国色の強い娯楽大作映画を監督することで知られ、アクション映画のヒット作を多く手がけている。

## プロフィール
子供時代は養子として養父母のもとで育った。15歳のとき「レイダース/失われたアーク」(1981)のストーリーボードを書くインターンシップに参加したのが映画に関わる最初の仕事だった。友人たちに「失敗作だよ」などと吹聴したものだが、翌年両親と一緒に観に行くと想像をはるかに上回る面白さで、アクション映画の監督を目指すきっかけになったという。
その後、パサデナのアートセンター・カレッジ・オブ・デザインと、ウェズリアン大学で学んだ。卒業後、ミュージックビデオの演出と製作に携わるようになる。
CMのディレクターとしてカンヌ広告フェスティバル金獅子賞をはじめとする数々の賞を受賞し、1995年『バッドボーイズ』で監督デビューした。翌年の「ザ・ロック」も大ヒットし、続いて「プライベート・ライアン」(1998)の監督に抜擢されたのだが、戦争と暴力を結び付けられないという理由で断った。その年に監督した「アルマゲドン」は「プライベート・ライアン」を抜いて興行収益のトップに躍り出た。「ブラックホーク・ダウン」(2001)のオファーもあったがやはり同様の理由で断っている。
2006年にVFXスタジオのデジタル・ドメインを買収し、オーナーに就任。また、スピルバーグとは長年良い関係を築いており、2007年の「トランスフォーマー」の監督に指名したのもスピルバーグだった。
2010年2月、『ヴァニティ・フェア』誌が「2009年に最も稼いだハリウッドの稼ぎ手」のランキングを発表し、1億2,500万ドル（日本円で約112億円5,000万円）を稼いで1位にランクインした。この金額は映画のギャラだけでなく、商品のロイヤリティ収入なども含んでおり、『トランスフォーマー』関連の映画のほか、DVDのロイヤリティやおもちゃのライセンス料がかなりの額を占めるという。
2010年12月、経済誌『フォーブス』が「エンターテインメント業界で最も稼いだ人物」のランキングを発表し、1億2,000ドル（日本円で約98億4,000万円。当時の1ドル82円計算）を稼いで4位にランクインした。

## 映画人として

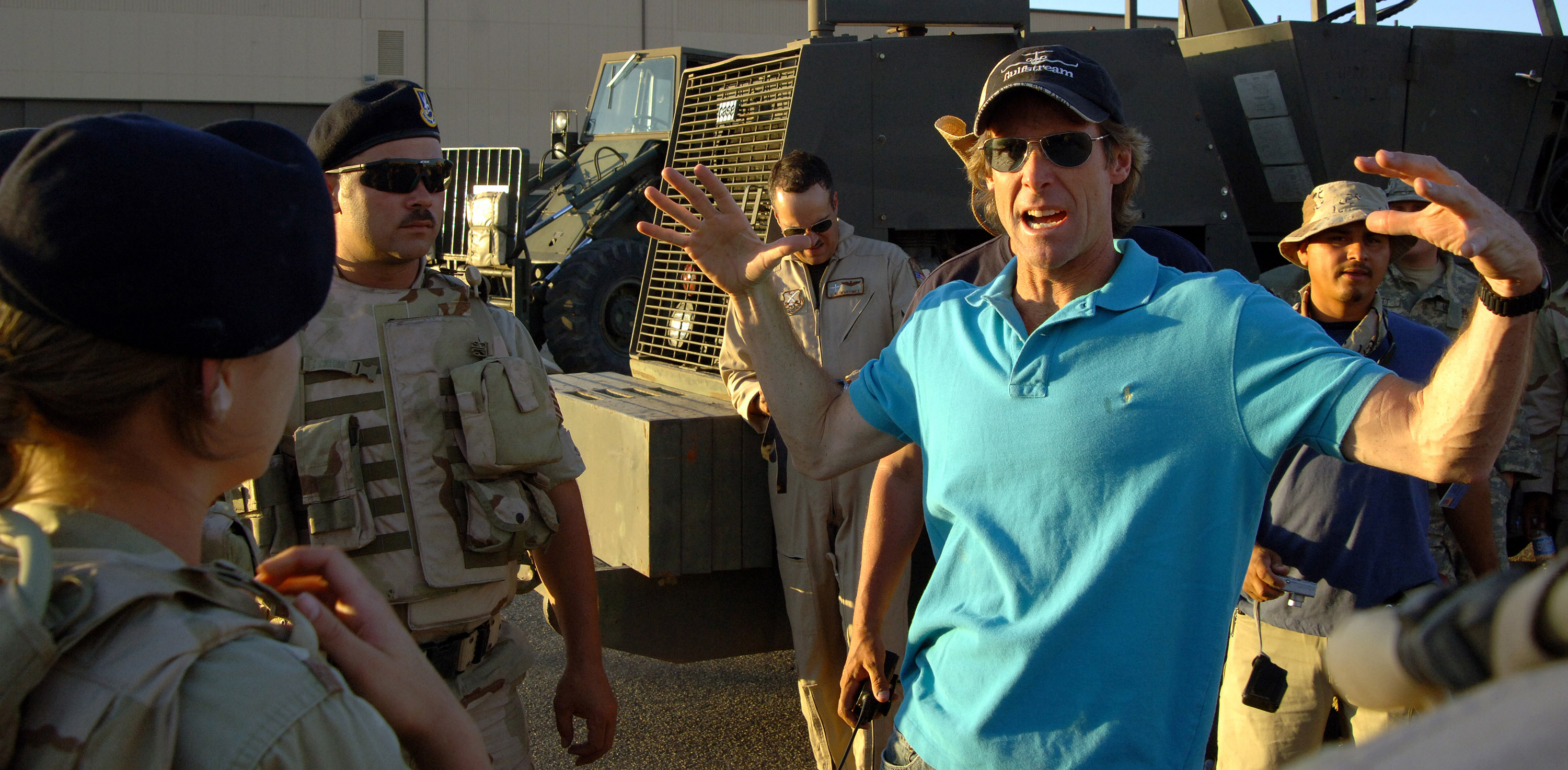
マイケル・ベイ（青いシャツの人物）

映画では、ジェリー・ブラッカイマーとタッグを組むことが多く、『アルマゲドン』、『パール・ハーバー』、『ザ・ロック』、『バッドボーイズ』など6作品の合計興行収入は2400億円（20億ドル）とメガヒットを連発している。
2012年現在はプロデュース業にも力をいれており、『テキサス・チェーンソー』シリーズや『悪魔の棲む家』、『ヒッチャー』、『13日の金曜日』などホラー映画の制作を務めている。
興行的にはとても成功している。

### 映画の特徴
現実では有り得ないような演出・展開を米国では「ベイ・ヘム（Bay-hem）」という造語で表現している。

### 監督の映画撮影

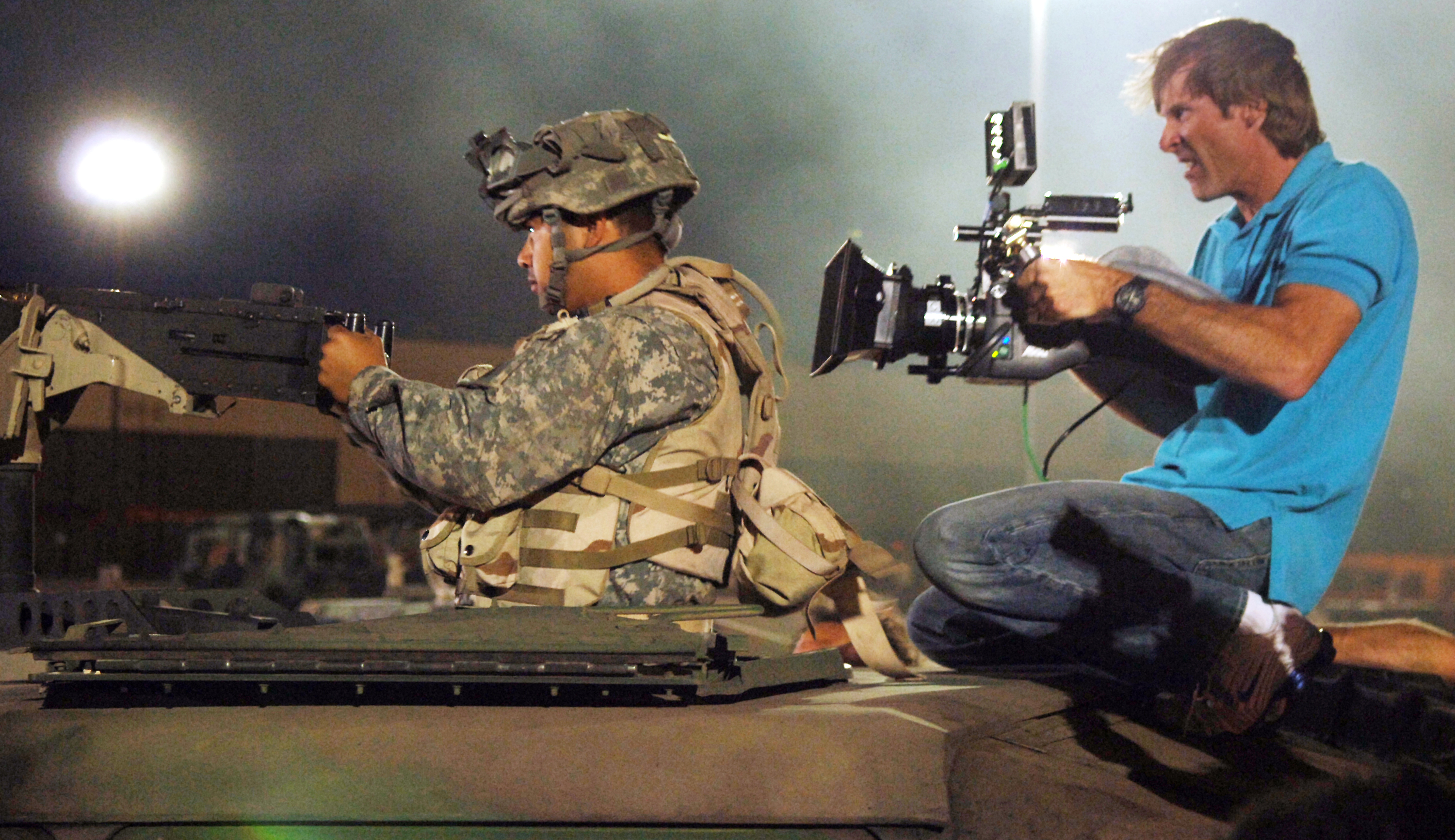
2007年公開の『トランスフォーマー』撮影中

マイケル・ベイ監督は、自ら撮影カメラを持って撮影することがあり、その理由として、撮影スタッフに説明してもスタッフが理解できないことが挙げられる。
また、監督の撮影手段の特徴として下記のものが挙げられる。
登場人物を中心点として、カメラを螺旋状に回して上昇しながら撮影する
マイケル・ベイ監督の最も特徴となっている撮影方法で、初監督作品『バッドボーイズ』で実装し、その後の『ザ・ロック』や『パール・ハーバー』、『バッドボーイズ2バッド』でも採り入れている。『バッドボーイズ』の撮影中に監督が思いついたことがきっかけで、当時の撮影スタッフ達は半ば理解できない中、監督の指示通り行った。ちなみに、「トランスフォーマー」シリーズで、ロボットの変形シーンや合体シーンでも、変形・合体工程を360度で見せられるように効果的に用いられている。
特殊撮影車両
カーチェイスシーンでは、改造された撮影専用車両を用いており、地面すれすれの状態で斬新かつスタイリッシュな映像を実現している。
下記が、監督が用いている撮影車両である。
ベイ・ボマー
黒い四角形の形をしたゴーカートで、車両を地面すれすれで撮る場合や、高速でのカーチェイスなどで用いられる。
『トランスフォーマー』での主人公とディセプティコン・バリケードのカーチェイスや市街地でのディセプティコン・ブロウルに向かって行くオートボット・アイアンハイドの走行シーンなどで使われた。
予想以上の速度を出す事ができ、障害物だらけで入り組んだ道路を130 km/h近くの速度で走行させて撮影することがほとんどで、監督は「自殺未遂車」と呼ばれたことがある。
ベイ・バスター
ピックアップトラックに鉄筋や鉄骨を溶接して改造した、一見三角形状になっている特殊撮影車両。
カーチェスシーンにおいて放り出された車めがけて突進し、車に衝突してもビクともせずにそのまま走行し続けるほどの頑丈さを誇っている。
この車両に搭載されているカメラとして物にぶつけることを目的として使われる特殊固定カメラ「アイモ」を使っていて、通常ならば危険な映像を撮ることができる。
初めて使われた作品は『バッドボーイズ』。『トランスフォーマー』のディセプティコン・ボーンクラッシャーの猛追撃シーンでも使われている。
マイケル・ベイ監督とは関係の無い、『スパイダーマン2』での銀行車両の暴走シーンの撮影でも用いられている映像がDVDのメイキングシーンに収録されている。
クレーンカメラが付いたカイエン
屋根に大型のリモコン駆動の無人クレーンカメラが付いた、1人乗りのカイエン。
クレーンの基部とカメラ搭載部の関節部のそれぞれが回転でき、多彩な角度での撮影を実現。
『トランスフォーマー』の撮影で新しく造られた。

## 「次世代DVD」に対して
当時のいわゆる「次世代DVD戦争」（第3世代光ディスクにおけるBlu-ray DiscとHD DVDの規格争い）に際して、ブルーレイが圧倒的に優位だった中、2007年8月20日　パラマウント映画は突如としてHD DVDでの独占供給を発表する。この際、消費者の意思を無視しているとして、マイケル・ベイはパラマウント社や東芝をかなり厳しく非難し、翌日「流石に言い過ぎた」「私はファンが最も望む形で楽しんで欲しいのだ」と謝罪するに至った。
しかし、その後も2008年1月にワーナーがHD DVDでの発売終了し、ウォルマートがHD DVD製品の撤去を発表した際には　「Fat ladyが歌った（HD DVDに終幕が来た）」　「昨年、私が予告したように、HD DVDは緩やかな死を遂げるだろう」などと、自身のオフィシャルブログで度々HD DVDを批判していた。
2008年2月にHD DVDが撤退を表明し、パラマウントもブルーレイへの再参入を発表し、2008年6月4日には、9月にブルーレイでも『トランスフォーマー』の発売が決まり、歓喜を露にした。

## 製作作品

### 映画
| 年   | 題名                                                                                                 | 役名 | 役名      | 備考                  |
| 年   | 題名                                                                                                 | 監督 | 製作      | 備考                  |
| ---- | --- | ---- | --------- | --------------------- |
| 1995 | バッドボーイズ Bad Boys                                                                              | Yes  | No        |                       |
| 1996 | ザ・ロック The Rock                                                                                  | Yes  | No        |                       |
| 1998 | アルマゲドン Armageddon                                                                              | Yes  | Yes       |                       |
| 2001 | パール・ハーバー Pearl Harbor                                                                        | Yes  | Yes       |                       |
| 2003 | バッドボーイズ2バッド Bad Boys II                                                                    | Yes  | No        |                       |
| 2003 | テキサス・チェーンソー The Texas Chainsaw Massacre                                                   | No   | Yes       |                       |
| 2005 | アイランド The Island                                                                                | Yes  | Yes       |                       |
| 2005 | 悪魔の棲む家 The Amityville Horror                                                                   | No   | Yes       |                       |
| 2006 | テキサス・チェーンソー ビギニング The Texas Chainsaw Massacre: The Beginning                         | No   | Yes       |                       |
| 2007 | トランスフォーマー Transformers                                                                      | Yes  | Executive |                       |
| 2007 | ヒッチャー The Hitcher                                                                               | No   | Yes       |                       |
| 2009 | ホースメン Horsemen                                                                                  | No   | Yes       |                       |
| 2009 | トランスフォーマー/リベンジ Transformers: Revenge of the Fallen                                      | Yes  | Executive |                       |
| 2009 | 13日の金曜日 Friday the 13th                                                                         | No   | Yes       |                       |
| 2009 | アンボーン The Unborn                                                                                | No   | Yes       |                       |
| 2010 | エルム街の悪夢 A Nightmare on Elm Street                                                             | No   | Yes       |                       |
| 2011 | アイ・アム・ナンバー4 I Am Number Four                                                               | No   | Yes       |                       |
| 2011 | トランスフォーマー/ダークサイド・ムーン Transformers: Dark of the Moon                               | Yes  | Executive |                       |
| 2013 | ペイン&ゲイン 史上最低の一攫千金 Pain and Gain                                                       | Yes  | No        |                       |
| 2013 | パージ The Purges                                                                                    | No   | Yes       |                       |
| 2014 | ミュータント・タートルズ Teenage Mutant Ninja Turtles                                                | No   | Yes       |                       |
| 2014 | トランスフォーマー/ロストエイジ Transformers: Age of Extinction                                      | Yes  | No        |                       |
| 2014 | パージ:アナーキー The Purge: Anarchy                                                                 | No   | Yes       |                       |
| 2014 | 呪い襲い殺す Ouija                                                                                   | No   | Yes       |                       |
| 2014 | プロジェクト・アルマナック Project Almanac                                                           | No   | Yes       |                       |
| 2016 | 13時間 ベンガジの秘密の兵士 13 Hours: The Secret Soldiers of Benghazi                                | Yes  | Yes       |                       |
| 2016 | ウィジャ ビギニング 〜呪い襲い殺す〜 Ouija: Origin of Evil                                           | No   | Yes       |                       |
| 2016 | パージ:大統領令 The Purge: Election Year                                                             | No   | Yes       |                       |
| 2016 | ミュータント・ニンジャ・タートルズ:影〈シャドウズ〉 Teenage Mutant Ninja Turtles: Out of the Shadows | No   | Yes       |                       |
| 2017 | トランスフォーマー/最後の騎士王 Transformers: The Last Knight                                        | No   | Yes       |                       |
| 2018 | クワイエット・プレイス A Quiet Place                                                                 | No   | Yes       |                       |
| 2018 | パージ:エクスペリメント The First Purge                                                              | No   | Yes       |                       |
| 2018 | バンブルビー Bumblebee                                                                               | No   | Yes       |                       |
| 2019 | 6アンダーグラウンド 6 Underground                                                                    | Yes  | Yes       | Netflixオリジナル映画 |
| 2020 | ソングバード Songbird                                                                                | No   | Yes       |                       |
| 2021 | クワイエット・プレイス 破られた沈黙 A Quiet Place: Part II                                           | No   | Yes       |                       |
| 2021 | フォーエバー・パージ The Forever Purge                                                               | No   | Yes       |                       |
| 2022 | アンビュランス Ambulance                                                                             | Yes  | No        |                       |
| 2023 | トランスフォーマー/ビースト覚醒 Transformers: Rise of the Beasts                                     | No   | Yes       |                       |
| 2024 | クワイエット・プレイス:DAY 1 A Quiet Place: Day One                                                  | No   | Yes       |                       |
| 2024 | トランスフォーマー/ONE Transformers One                                                              | No   | Yes       |                       |
| 2024 | 7A号室 Apartment 7A                                                                                  | No   | Yes       |                       |
| 2025 | DROP/ドロップ Drop                                                                                   | No   | Yes       |                       |
| TBA  | Transformers / G.I. Joe                                                                              | No   | Yes       |                       |
| TBA  | Skibidi Toilet                                                                                       | No   | Yes       |                       |
| TBA  | OutRun                                                                                               | Yes  | Yes       |                       |

### テレビシリーズ
| 年        | 題名                                       | 備考                        |
| --------- | ------------------------------------------ | --------------------------- |
| 1985      | 特捜刑事マイアミ・バイス Miami Vice        | 出演 シーズン3の1エピソード |
| 2014-2018 | ザ・ラストシップ The Last Ship             | 製作総指揮                  |
| 2014-2017 | Black Sails/ブラック・セイルズ Black Sails | 製作総指揮                  |
| 2018-2019 | ジャック・ライアン Tom Clancy's Jack Ryan  | 製作総指揮                  |
| 2018-2019 | パージ The Purge                           | 製作総指揮                  |
| TBA       | Skibidi Toilet                             | 製作                        |

### CM
| 年   | 企業名       | 商品名         | 主演     |
| ---- | ------------ | -------------- | -------- |
| 2012 | アサヒビール | スーパードライ | 福山雅治 |

### MV
| 年   | 曲名                                                              | バンド名             | 備考                         |
| ---- | ----------------------------------------------------------------- | -------------------- | ---------------------------- |
| 2001 | "There You'll Be"                                                 | フェイス・ヒル       | 『パール・ハーバー』のテーマ |
| 1997 | "Falling in Love (Is Hard on the Knees)"                          | エアロスミス         | 『アルマゲドン』のテーマ     |
| 1994 | "Objects in the Rear View Mirror May Appear Closer Than They Are" | Meat Loaf            |                              |
| 1994 | "Rock and Roll Dreams Come Through"                               | Meat Loaf            |                              |
| 1993 | "I'd Do Anything for Love (But I Won't Do That)"                  | Meat Loaf            |                              |
| 1992 | "You Won't See Me Cry"                                            | Wilson Phillips      |                              |
| 1992 | "Do It to Me"                                                     | ライオネル・リッチー |                              |
| 1992 | "Love Thing"                                                      | Tina Turner          |                              |
| 1991 | "I Touch Myself"                                                  | Divinyls             |                              |
| 1989 | "I'll Be Holding On"                                              | グレッグ・オールマン | 『ブラック・レイン』のテーマ |
| 1989 | "Angelia"                                                         | リチャード・マークス |                              |
| 1989 | "Soldier of Love"                                                 | Donny Osmond         |                              |